# Organisation fasciste russe
L'Organisation fasciste russe (en anglais, Russian Fascist Organization ou RFO) était un groupe fasciste russe émigré en Mandchourie avant la Seconde Guerre mondiale.

## Historique
Le groupuscule Organisation fasciste panrusse a été formé en 1925 par des membres de la Faculté de Droit à l'Université de Harbin. 
Sous la direction du Prof. N.I. Nikiforov, il s'inspire du fascisme italien et produit les thèses du fascisme russe en 1927.
L'organisation transmet clandestinement de la propagande en Union soviétique. 
Cela attire rapidement l'attention de la Chine qui interdit l'édition d’œuvres au groupe.
En 1931, l'organisation fasciste russe est absorbée par le Parti fasciste russe nouvellement créé sous la direction de Konstantin Rodzaïevsky (1907-1946).